# 帕尔米诺波利斯
帕尔米诺波利斯是巴西戈亚斯州的一个市镇。总面积387.693平方公里，总人口5236人，人口密度13.5人/平方公里。